# 14 bagatell
A 14 zongoradarab Bartók Béla zongoradarabja volt, más nevén a 14 bagatell (ahogyan a Beethovent idéző német Vierzehn Bagatellen címváltozat magyarosításával később maga Bartók is emlegette, Op. 6, BB 50). Egyes forradalmi újításai miatt a támadások pergőtűzébe állította a mű szerzőjét, Bartók Bélát itthon is, külföldön is. A mű 1908-ban keletkezett.
Bartókot modernségéért, atonalitásáért, disszonanciáiért támadták kortársai. Igaz, érdekes módon nem a közönség okozott botrányt, hanem a muzsikusok zöme tiltakozott. Viszont tény, hogy 1911-es Összhangzattanában Arnold Schönberg is kottarészletet idézett Bartók 10. bagatelljéből annak megvilágítására, hogy bizonyos disszonanciák végképp nem oldhatók fel a hagyományos akkordtan szellemében.
Persze, joggal akadt ki az előadó egy olyan kottán, ahol a felső sorba négy kereszt, az alsóba négy bé van kiírva előjegyzésnek…
Az összes többi bagatellben pedig semmiféle előjegyzéssel nem adott támpontot Bartók az alaphangnem felismerésére. Sőt alaposan rászolgált az „atonális” megbélyegzésre azokkal a darabvégekkel, amelyek ugyan szerinte egyértelműen valamely hangnemhez kötődtek, de a zongorista elé kerülő kottakép nem egyszerű dúr vagy moll zárlatot mutatott.
A mű másik nagy újdonsága két hangnem egyszerre való alkalmazása, a bitonalitás.
1908 májusában Bartók levélben adott hírt édesanyjának a néhány hónappal korábban befejezett Tizennégy bagatell nagy sikeréről: a darabot Bécsben eljátszotta Ferruccio Busoninak, aki azt igen nagyra értékelte.

## Tételek

### Molto sostenuto
Ez az a bizonyos eltérő előjegyzéses darab. Dallamot csak a felső szólam játszik, a bal kéz szólama lelépő pentachord-ostinatót hangoztat, nagy szünetekkel megszakítva.

### Allegro giocoso
A második darab háromszakaszos forma. Nagyszekund ostinato alatt hangzik fel a jellegzetesen ritmizált, szaggatott staccatókból szerkesztett téma. A középrész néhány ütembe tömöríti a homofon-akkordikus és a polifon anyag egymásutánját.

### Andante
A harmadik darab felső szólamában mindvégig kromatikus pentachord ostinato szól, alatta népdalszerű melódia. Az utolsó ütemben az ostinato kiszélesített formája zárja le a darabot.

### Grave
A negyedik bagatell népdalfeldolgozás. Bartók 1907-ben a Tolna vármegyei Felsőireghen gyűjtötte a „Mikor gulásbojtár voltam” kezdetű dalt.

### Vivo
Ez is népdalfeldolgozás: „Ej po pred nas” kezdetű, Gömör vármegyei szlovák dal hangzik fel az ostinato akkordsor alatt, majd felett.

### Lento
Invenció a szigorú szerkesztés, következetes háromszólamúság, dallama és támasztó harmóniáinak váltakozó elrendezése miatt. Emellett formája háromtagú.

### Allegretto molto capriccioso
Nagyszabású tétel. Megtalálható itt a ritmus két válfaja (rubato = kötetlen és giusto = szabályos ütemű), az ostinato és a politonalitás.

### Andante sostenuto
A nyolcadik tűnik leginkább „kísérleti jellegű” darabnak. Tempó- és ütemváltásai, szabadon deklamáló szólamai, kromatikus hangzat-mixtúrái fantáziaszerű jelleget kölcsönöznek e darabnak.

### Allegretto grazioso
A kilencedik rövid variációi unisono-tanulmánynak is jó lenne.

### Allegro
Bitonalitás, kvart-akkordok, ostinatók, arpeggiók jellemzik.

### Allegretto molto rubato
A tizenegyedik capriccio jellegű darab, kvartakkordok és szeptimhangzat-mixtúrák fordulnak elő benne.

### Rubato
A tizenkettedik bagateli a siratódallamok szenvedélyes rubatóit idézi fel, cimbalom-jellegű effektusokkal.

### (Elle est morte). Lento funebre
A Geyer Stefivel történő szakítás keserűsége ihlette címét („Elle est morte”: Meghalt) és gyászinduló karakterét. A basszusban esz-moll és a-moll hangzatok ostinatóin dobban a gyászinduló ritmusa. A befejezés előtt felhangzik a tercépítésű „leitmotiv” dallama, felette zárójelben: „(meghalt)”.

### Valse (Ma mie qui danse). Presto
A szeretőm táncol.. ezzel a triviális darabbal próbálja meg feloldani az előző keserűségét. Később a Két portré második, „Torz” című tétele lett belőle.

## Autográf anyagok
- Vázlatok:

1. Fekete zsebkönyv (Budapesti Bartók Archívum: BH206), fol. 8v–9r: 8., 9., és 13. szám (valamint egy töredék), fol. 33r–34r: 14. szám (további felhasználatlan ütemek, illetve töredékek: fol. 32r, 34v; egy fúga-töredék: fol. 9v–10r);
2. Egy oldal (Bartók Archívum, Budapest: 495b): 14. szám és fúgatéma.

- Első fogalmazvány: 1–4., 6. szám (Bartók Archívum, Budapest: 488a–e); a 6. szám Kodály Zoltán másolatában (Bartók Archívum, Budapest: 488f).
- Teljes autográf, 1–14. szám (Bartók Péter magángyűjteménye: 18PFC1).
- Másolat, ismeretlen kopista írása Bartók javításaival, a R 338 elsőkiadás (1908) metszőpéldánya (Bartók Archívum, Budapest: BH35 és 2010).
- A R elsőkiadás javított példánya, revízió az 1940-es évekből (Bartók Péter magángyűjteménye 18PFC2).